# Комиссаров, Олег Викторович
Олег Викторович Комиссаров (род. 26 января 1970, Москва) — советский и российский хоккеист, защитник. Мастер спорта России международного класса (1996). Тренер.

## Биография
Воспитанник московского «Спартака». В сезоне 1987/88 дебютировал в команде второй лиги ШВСМ Москва, провёл два матча за «Спартак» в чемпионате СССР. Следующий сезон отыграл за «Трактор» Липецк. В 1989—1990 годах выступал за СКА МВО. Затем играл за «Трактор» Липецк (1990—1991), «Аргус» Москва (1991—1992), «Торпедо» Ярославль (1992—1996), ХК ЦСКА (1996/97 — 1997/98), «Ладу» Тольятти (1997/98 — 1998/99), «Северсталь» Череповец (1998/99 — 1999/2000),
«Спартак» Москва (1999/2000, 2000/01), «Витязь» Подольск (1999/2000).
Выступал на призе «Известий» за вторую и первую сборные России.
Окончил МГАФК (2011).
Детско-юношеский тренер в клубах «Вастомъ» (2004—2005), «Центр»/«Спорт-Центр»/«Центральный» (2005—2012), «Спартак» Москва (2012—2019), «Атлант» Мытищи (2022—2023). Тренер в МХК «Атлант» (2019—2022).